# カール1世 (オーストリア皇帝)
カール1世（ドイツ語: Karl I, 1887年8月17日 - 1922年4月1日）は、最後のオーストリア皇帝にしてハンガリー国王・ボヘミア国王（在位：1916年11月21日 - 1918年11月12日）。カトリック教会の福者。

## 概要
大伯父であるフランツ・ヨーゼフ1世の後継者として1916年に即位し、オーストリア＝ハンガリー帝国の統治者となった。第一次世界大戦に敗れて「国事不関与」を宣言したが、王権神授説を主張して退位要求を拒絶し、スイスに亡命。莫大な皇室財産のほとんどを新生のオーストリア共和国に没収された後、二度にわたってハンガリー国王への復帰運動を企てたが失敗し、ポルトガル領マデイラ島に流されて困窮の中で病死した。
政治的には成すところの少ない君主だったが、カトリック教会への篤い信仰心を持ち、フランス首相クレマンソーからは「中欧における教皇」と、時のローマ教皇ベネディクト15世からは「私のお気に入りの子」と呼ばれ、20世紀の国家元首としては初めての福者になった。かつてのハプスブルク君主国の領域を中心に崇敬を集めている。

## 生涯

### 幼少期

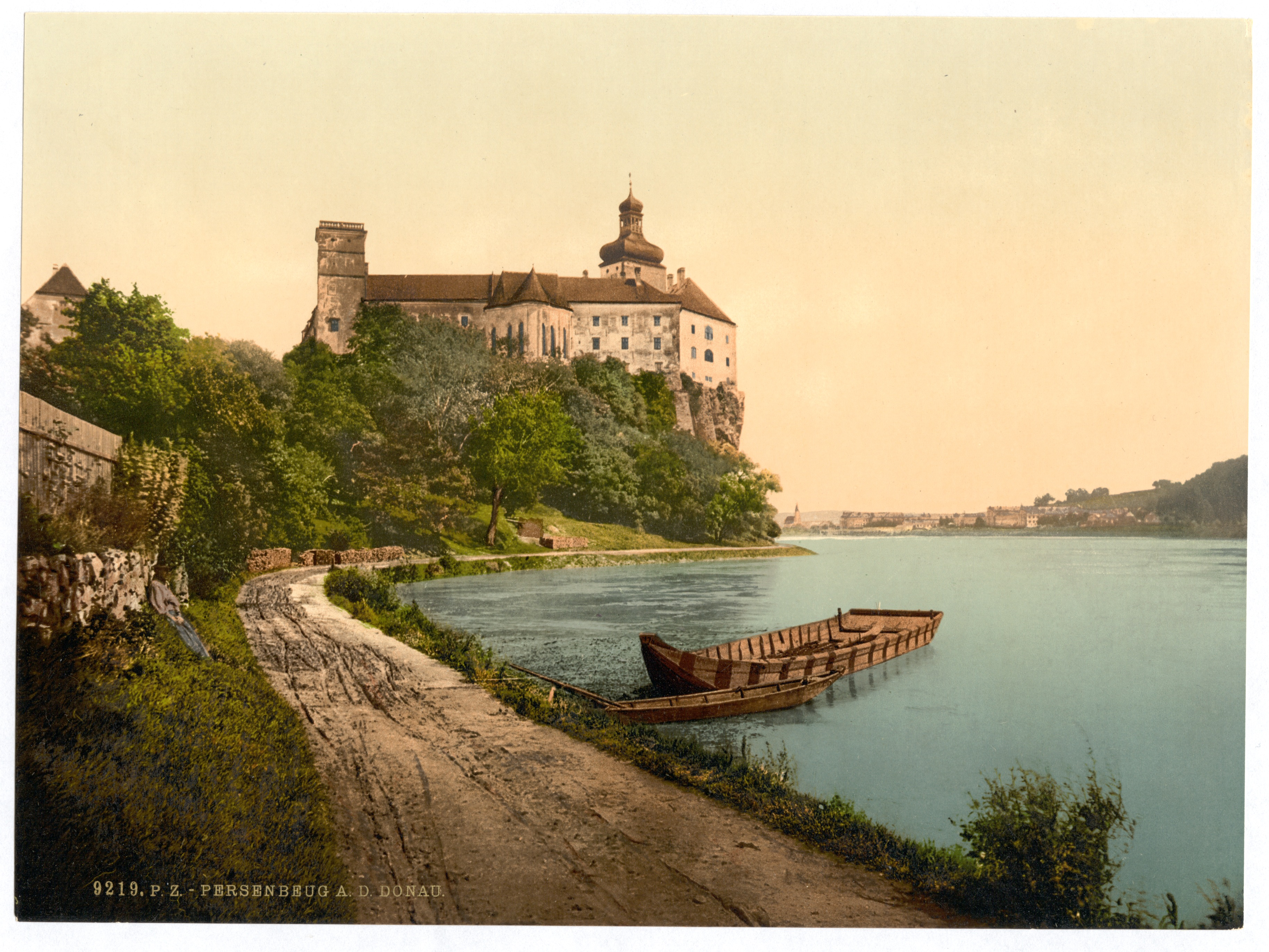
1895年頃のペルゼンボイク城

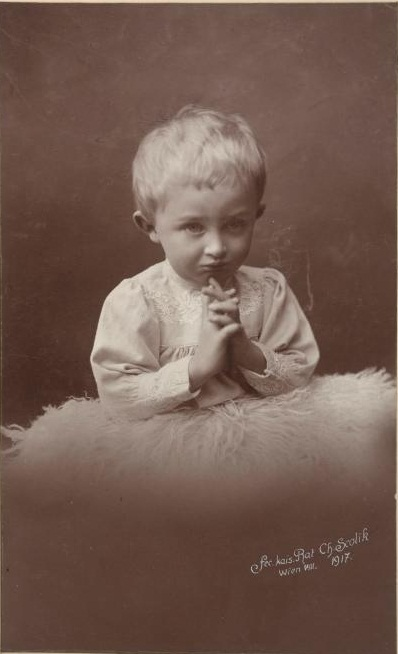
幼少のカール（1889年頃）

1887年8月17日、ドナウ川の河畔に位置するペルゼンボイク城において生を享けた。父はオーストリア皇族オットー・フランツ大公、母はザクセン国王ゲオルクの娘マリア・ヨーゼファ。
出生当時、皇帝フランツ・ヨーゼフ1世には長男としてルドルフ皇太子がおり、皇弟カール・ルートヴィヒ大公の孫として誕生したカールは帝位継承とはかけ離れた存在だった。誰の目にも未来の皇帝とは映らなかったこの新大公の誕生のニュースは、当時は宮廷に関する他の記事といっしょに扱われたにすぎなかった。
|  |  |                                           |                                           |                                           |                                           |                                           |                                           |  |  |                             |                             |                             |                             |                             |                             |  |  |                                  |                                  |                                  |                                  |                                  |                                  |  |  |  |  |                          |                          |                          |                          |                          |                          |  |  |  |  |  |  |  |  |  |  |  |  |  |  |
|  |  |                                           |                                           |                                           |                                           |                                           |                                           |  |  |                             |                             |                             |                             |                             |                             |  |  |                                  |                                  |                                  |                                  |                                  |                                  |  |  |  |  |                          |                          |                          |                          |                          |                          |  |  |  |  |  |  |  |  |  |  |  |  |  |  |
|  |  | オーストリア皇帝 フランツ・ヨーゼフ1世    | オーストリア皇帝 フランツ・ヨーゼフ1世    | オーストリア皇帝 フランツ・ヨーゼフ1世    | オーストリア皇帝 フランツ・ヨーゼフ1世    | オーストリア皇帝 フランツ・ヨーゼフ1世    | オーストリア皇帝 フランツ・ヨーゼフ1世    |  |  | メキシコ皇帝 マクシミリアン | メキシコ皇帝 マクシミリアン | メキシコ皇帝 マクシミリアン | メキシコ皇帝 マクシミリアン | メキシコ皇帝 マクシミリアン | メキシコ皇帝 マクシミリアン |  |  | カール・ルートヴィヒ 第2位       | カール・ルートヴィヒ 第2位       | カール・ルートヴィヒ 第2位       | カール・ルートヴィヒ 第2位       | カール・ルートヴィヒ 第2位       | カール・ルートヴィヒ 第2位       |  |  |  |  |                          |                          |                          |                          |                          |                          |  |  |  |  |  |  |  |  |  |  |  |  |  |  |
|  |  | オーストリア皇帝 フランツ・ヨーゼフ1世    | オーストリア皇帝 フランツ・ヨーゼフ1世    | オーストリア皇帝 フランツ・ヨーゼフ1世    | オーストリア皇帝 フランツ・ヨーゼフ1世    | オーストリア皇帝 フランツ・ヨーゼフ1世    | オーストリア皇帝 フランツ・ヨーゼフ1世    |  |  | メキシコ皇帝 マクシミリアン | メキシコ皇帝 マクシミリアン | メキシコ皇帝 マクシミリアン | メキシコ皇帝 マクシミリアン | メキシコ皇帝 マクシミリアン | メキシコ皇帝 マクシミリアン |  |  | カール・ルートヴィヒ 第2位       | カール・ルートヴィヒ 第2位       | カール・ルートヴィヒ 第2位       | カール・ルートヴィヒ 第2位       | カール・ルートヴィヒ 第2位       | カール・ルートヴィヒ 第2位       |  |  |  |  |                          |                          |                          |                          |                          |                          |  |  |  |  |  |  |  |  |  |  |  |  |  |  |
|  |  |                                           |                                           |                                           |                                           |                                           |                                           |  |  |                             |                             |                             |                             |                             |                             |  |  |                                  |                                  |                                  |                                  |                                  |                                  |  |  |  |  |                          |                          |                          |                          |                          |                          |  |  |  |  |  |  |  |  |  |  |  |  |  |  |
|  |  | オーストリア皇太子 ルドルフ 継承順位第1位 | オーストリア皇太子 ルドルフ 継承順位第1位 | オーストリア皇太子 ルドルフ 継承順位第1位 | オーストリア皇太子 ルドルフ 継承順位第1位 | オーストリア皇太子 ルドルフ 継承順位第1位 | オーストリア皇太子 ルドルフ 継承順位第1位 |  |  |                             |                             |                             |                             |                             |                             |  |  | フランツ・フェルディナント 第3位 | フランツ・フェルディナント 第3位 | フランツ・フェルディナント 第3位 | フランツ・フェルディナント 第3位 | フランツ・フェルディナント 第3位 | フランツ・フェルディナント 第3位 |  |  |  |  | オットー・フランツ 第4位 | オットー・フランツ 第4位 | オットー・フランツ 第4位 | オットー・フランツ 第4位 | オットー・フランツ 第4位 | オットー・フランツ 第4位 |  |  |  |  |  |  |  |  |  |  |  |  |  |  |
|  |  | オーストリア皇太子 ルドルフ 継承順位第1位 | オーストリア皇太子 ルドルフ 継承順位第1位 | オーストリア皇太子 ルドルフ 継承順位第1位 | オーストリア皇太子 ルドルフ 継承順位第1位 | オーストリア皇太子 ルドルフ 継承順位第1位 | オーストリア皇太子 ルドルフ 継承順位第1位 |  |  |                             |                             |                             |                             |                             |                             |  |  | フランツ・フェルディナント 第3位 | フランツ・フェルディナント 第3位 | フランツ・フェルディナント 第3位 | フランツ・フェルディナント 第3位 | フランツ・フェルディナント 第3位 | フランツ・フェルディナント 第3位 |  |  |  |  | オットー・フランツ 第4位 | オットー・フランツ 第4位 | オットー・フランツ 第4位 | オットー・フランツ 第4位 | オットー・フランツ 第4位 | オットー・フランツ 第4位 |  |  |  |  |  |  |  |  |  |  |  |  |  |  |
|  |  |                                           |                                           |                                           |                                           |                                           |                                           |  |  |                             |                             |                             |                             |                             |                             |  |  |                                  |                                  |                                  |                                  |                                  |                                  |  |  |  |  | カール 第5位             |                          |                          |                          |                          |                          |  |  |  |  |  |  |  |  |  |  |  |  |  |  |

1889年1月30日、2歳に満たないときに「マイヤーリンク事件」でルドルフ皇太子が謎の死を遂げた。皇位継承者はしばらく決定されなかったが、皇弟カール・ルートヴィヒ大公かその長男フランツ・フェルディナント大公のどちらかが後継者だと目された。将来フランツ・フェルディナント大公が身分相応の女性との間に男児を儲けることが当然視されており、依然としてオットー・フランツ大公とその息子カールの出番はないと考えられていた。

### 少年期

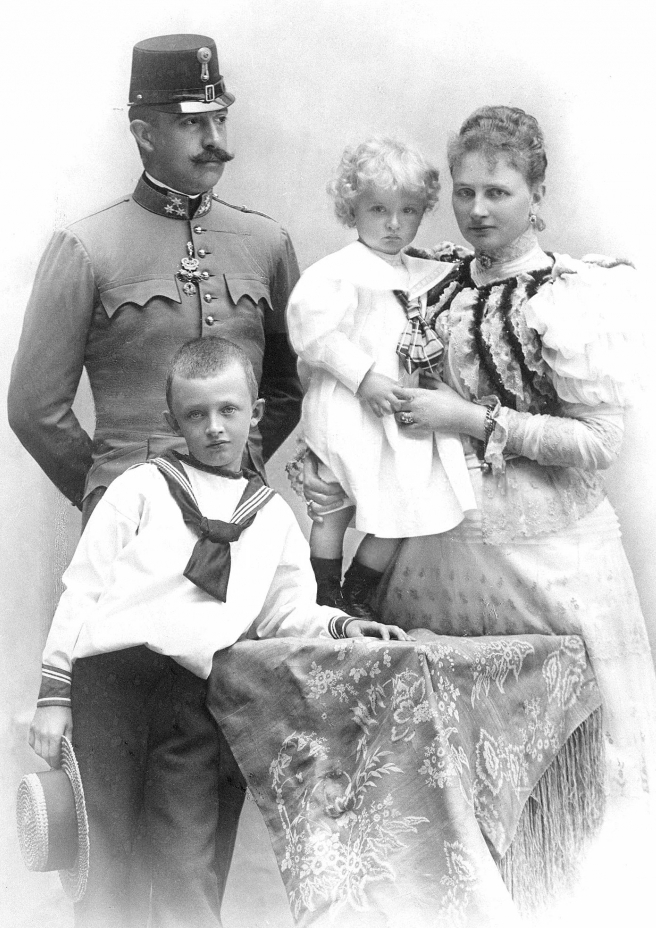
オットー・フランツ大公一家。左下の少年がカール。母に抱かれているのは弟マクシミリアン・オイゲン（1900年頃）

一家の領地であるヴィラ・ヴァルトホルツや父オットー・フランツ大公が帝国陸軍の司令官を務めていたプラハで、カールは特に母マリア・ヨーゼファの寵愛を受けて育った。父オットー・フランツは素行にやや問題のある大公として知られ、軍帽と剣以外のものを一切身につけずにホテル・ザッハーのロビーを横切るという事件を起こしたこともあった。そのため母マリア・ヨーゼファは、カールたちを父親の悪い影響から避けるために腐心したという。
皇族の義務として受けた宗教教育によって、カールはローマ・カトリック教会への篤い信仰心を持つようになった。カールは家の礼拝堂での祈りを欠かさず、毎日夕方になると良心の糾明をし、Tafertの聖母マリアの聖堂に行くのを好んだ。
ある日、ライヒェナウ・アン・デア・ラクスの領民が火事で家を失って困っていることを知ったカールは、自分の貯金箱を壊して貯めたお金をその家族に渡した。またある日、無造作に投げた木の枝が聖母マリアに捧げられた聖堂に当たってしまい、神の母を傷つけたという思いで泣き出してしまったという。
1896年、祖父カール・ルートヴィヒ大公が他界し、伯父フランツ・フェルディナント大公が皇位継承者に決定した。しかしフランツ・フェルディナント大公は、将来の皇后としては身分不相応の伯爵令嬢ゾフィー・ホテクと恋に落ち、子孫の帝位継承権を放棄することを皇帝フランツ・ヨーゼフ1世に誓ったうえで1900年に貴賤結婚した。これによって、将来フランツ・フェルディナント大公からその弟オットー・フランツ大公の血脈に帝位が移ることがほぼ確定的になった。1906年、不摂生が過ぎたために父オットー・フランツ大公が41歳で早世すると、カールの帝位継承順位は伯父フランツ・フェルディナント大公に次いで第2位となった。

### パルマ公女ツィタとの結婚

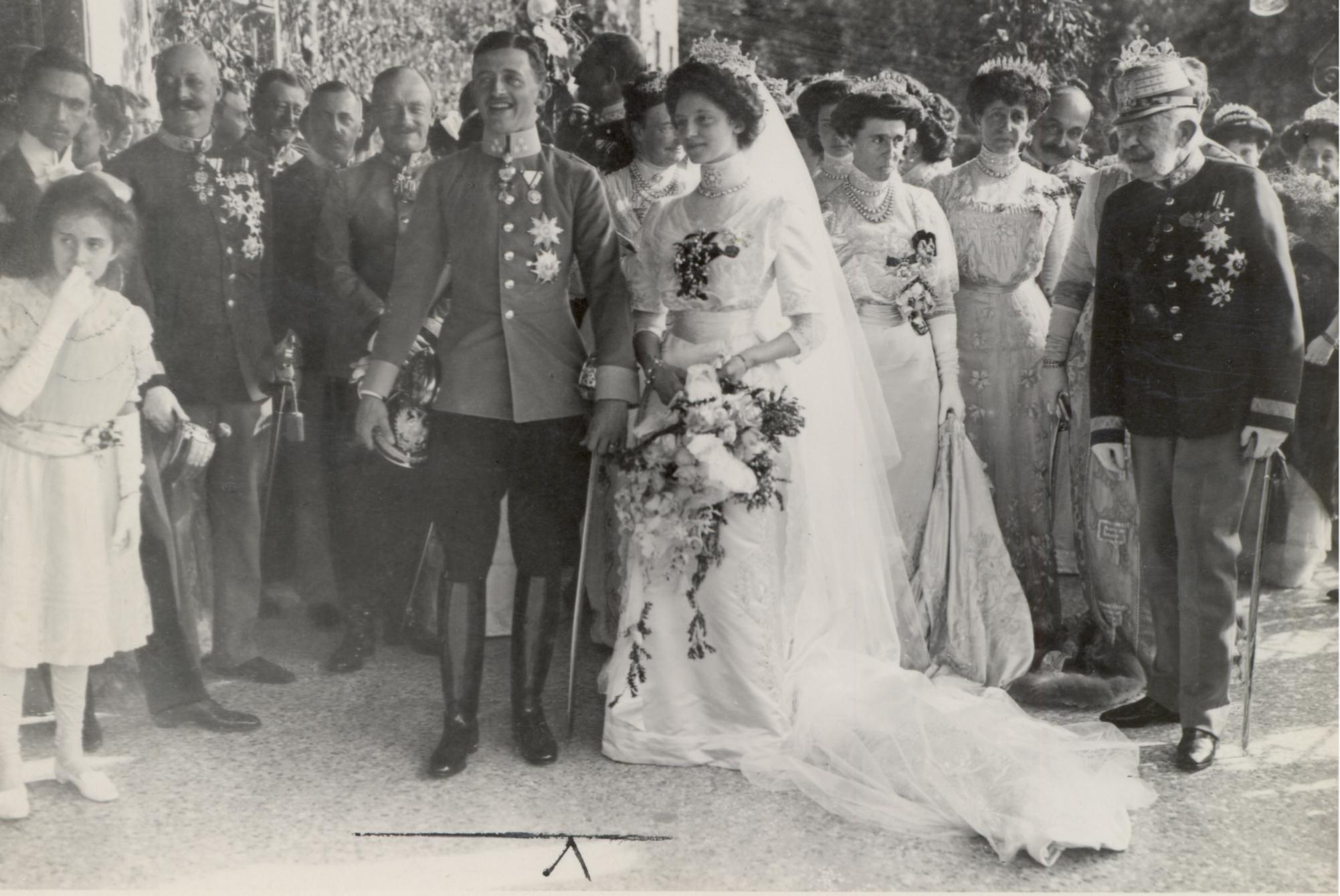
1911年10月21日、ツィタ・フォン・ブルボン＝パルマ公女との結婚式。写真右側の老人は皇帝フランツ・ヨーゼフ1世。この日、ハプスブルク＝ロートリンゲン家とブルボン＝パルマ家のほとんどの人々が一堂に会した

マリア・テレサ・フォン・ポルトゥガルの用意周到な計画によって、1909年にツィタ・フォン・ブルボン＝パルマと出会う。マリア・テレサは亡き祖父カール・ルートヴィヒ大公の3度目の妻で、すなわちカールの義理の祖母にあたり、さらにツィタにとっては母の妹であった。カールとツィタはこれ以降、宮廷内のほとんどの人間に気付かれることなく親密な交際をするようになった。
将来の皇帝となるであろうカールに、フランツ・ヨーゼフ1世は自身の孫娘エリーザベト・フランツィスカを嫁がせようと考えたが、血縁関係が近すぎることを心配するカールの母マリア・ヨーゼファの反対に遭った。そこでフランツ・ヨーゼフ1世は、今度はオルレアン家の血を引くデンマーク王女マルグレーテをカールと結婚させようと考えた。
1910年秋、カールはフランツ・ヨーゼフ1世に呼び出され、そろそろ自分に合った結婚相手を決定するように命令された。結婚相手とする女性には、「カトリック信者であること」「現在または過去において統治に与った君主の子女」という2つの条件が付けられていた。1911年5月中旬、カールはツィタに求婚し、婚約に至った。マリア・ヨーゼファから婚約の報告を受けたフランツ・ヨーゼフ1世は、カールを本気でデンマーク王女と結婚させようと考えており、ツィタと真剣に交際していることを知らなかったため、大いに驚いた。しかし旧パルマ公国の公女でカトリック信者であるツィタに老帝は納得し、この婚約を祝福した。
1911年6月24日、ローマ教皇ピウス10世はツィタに「私はあなたの未来の夫を祝福します。彼は次のオーストリア皇帝になるでしょう」と言った。ツィタらが次の皇帝はフランツ・フェルディナント大公であると訂正しても、ピウス10世は次の皇帝はカールであると繰り返したという。同年10月21日、シュヴァルツアウの城館において、カールとツィタの結婚式が挙行された。

### 第一次世界大戦、勃発

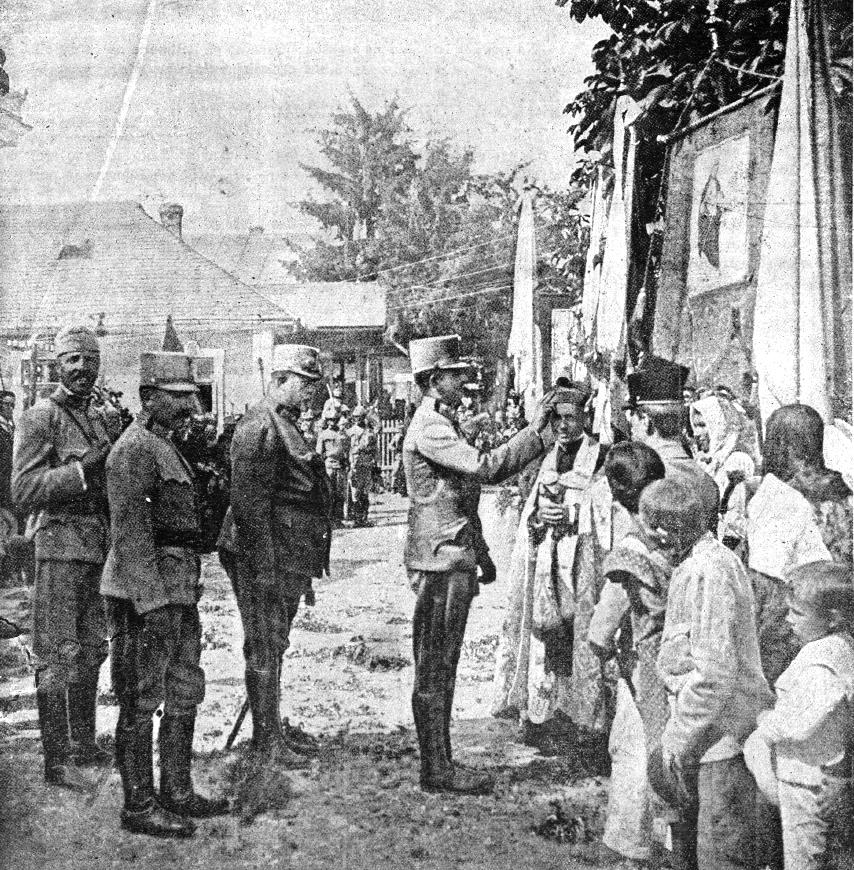
チロル前線を視察するカール（1915年）

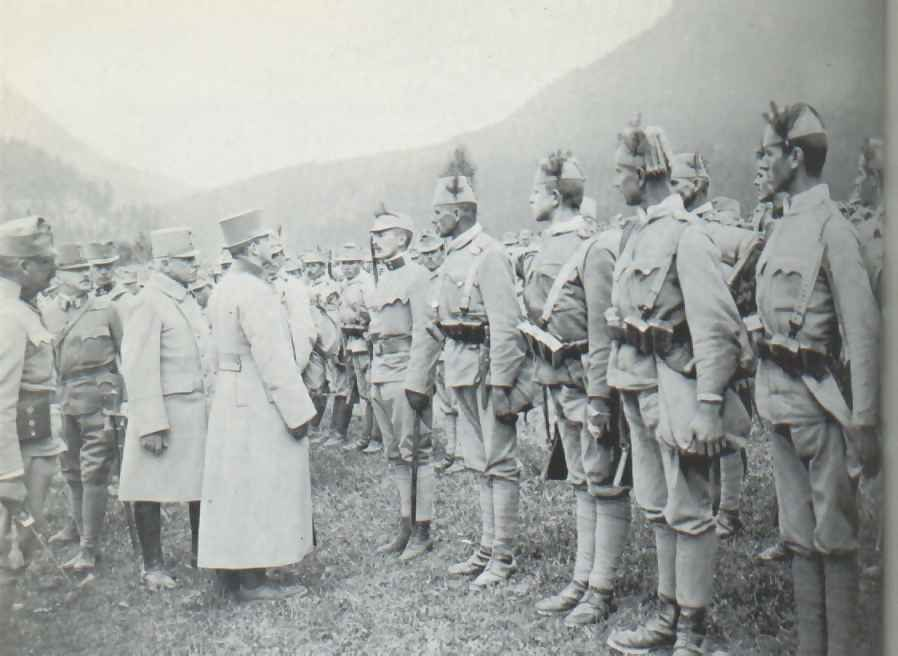
イゾンツォ川前線のボスニア人部隊を視察するカール（1915年）

1914年6月28日、サラエボ事件で皇位継承者フランツ・フェルディナント大公夫妻が暗殺されたのを契機として、第一次世界大戦が勃発した。サラエボ事件当日、食事の時間にいくら待っても主食が出てこないのを不審に思ったカール夫妻は、やがて侍従が電報を持って入ってきたのを見た。その電報に目を通したカールは、顔面蒼白になって「フランツ伯父が暗殺された」と一言ツィタに言ったという。
やがてカールのもとには時のローマ教皇ピウス10世からの手紙が届いた。カールは皇帝にこの戦争の危険性を十分に認識させるようにローマ教皇から助言されたが、しかし当時カールはウィーンの政治中枢から一貫して外されており、一度たりとも開戦についての意見を求められたことはなかった。セルビア王国への最後通牒についても、カールはある銀行筋からの電話で知ったありさまだった。カールは新たな皇位継承者になったにもかかわらずこのような扱いを受けていることに悲憤したが、のちにこれはカールに開戦責任が全くないことを証明した。
フランツ・ヨーゼフ1世たっての願いで、開戦後しばらくしてカール一家はシェーンブルン宮殿で皇帝と同居するようになった。カールは老帝から大いに信頼され、次のような評価を受けている。「私はカールを非常に高く評価している。カールは私に明確に意見を表明する。しかし私が考えを固執するときには、それに従う気持ちを失ってはいない。」
参謀本部長フランツ・コンラート・フォン・ヘッツェンドルフは、開戦後もカールに活躍の場を与えようとしなかった。カールの日程は歓迎会、謁見、練兵場への訪問などの実働を伴わない公務で埋められていたが、1915年7月にようやく皇帝の側近に任命され、決裁の済んだ報告書を見せられるようになった。カールはオーストリア首相とハンガリー首相から政治の講義を受けるようになったが、この生活は長続きしなかった。若い大公を側近から外すよう求める声に、フランツ・ヨーゼフ1世が屈してしまったのである。そしてカールは新設のイタリア第20部隊に派遣されることになった。
イタリア戦線においてカールは、イゾンツォの戦いの際に、皇位継承者でありながら自ら水中に飛び込んで川に溺れかけた男を助けた。また、従軍司祭であったロドルフォ・スピッツルによれば、アシエロへの過酷な行軍の中で、傷のために歩行不可能となった兵士を助けるためにとりなしたという。

### 即位
1916年11月12日、イタリア戦線にいたカールは、フランツ・ヨーゼフ1世の体調悪化の報を受けてウィーンに帰還した。同月21日の午前には、老帝は高熱を発しながらも執務室で書類に目を通しており、カール夫妻が面会に来たと聞いて軍服に着替えようとする元気はあった。しかし同日の午後になると、老帝はため息をつきながら「私は多事多難な折に帝位に就き、さらに困難を極める時期に帝冠を譲り渡さねばならなくなった……」と語ったとされる。同日夜21時5分、老帝フランツ・ヨーゼフ1世は86歳で崩御し、カールはオーストリア皇帝「カール1世」と呼ばれることとなった。
新皇帝となったカールは、ただちに宮廷改革に取りかかった。仰々しい宮廷儀礼を廃止し、電話などの現代機器を採り入れたり、勤務形態や社交形式などを改めさせた。ハンガリー人の官吏には母国語で話すことを許し、それまで皇帝との謁見の際に義務付けられていた燕尾服の着用を不要とするなどした。侍従武官アルベルト・フォン・マルグッティはカール1世の一連の改革について、「移行措置などまったく聞き入れず、ハリケーンのごとし」と述べている。
先帝フランツ・ヨーゼフ1世が頑迷なまでに日常生活の形を崩そうとしなかったのに対して、カール1世は「不快である」の一言で計画を中止にすることも多々あった。多くのことを即時即決で行ったため、「思いつきのカール」と宮廷であだ名されるようになった。
1916年12月30日、カールはハンガリー国王「カーロイ4世」として即位することとなった。聖イシュトヴァーンの王冠を戴かなければ正統なハンガリーの統治者とは認められないため、戦時中にもかかわらず荘厳華麗な即位式がブダペストのマーチャーシュ聖堂で挙行された。この即位式においてカールは「ハンガリーとその周辺諸国の国境を、我々はこれまで通り存続させ、縮小させることなく、可能な限り拡大していこう」と宣誓した。カールは皇族時代にひそかに帝国の完全連邦化を構想していたが、この宣誓は明らかにカールが念頭に置いていた新体制を阻害するものだった。

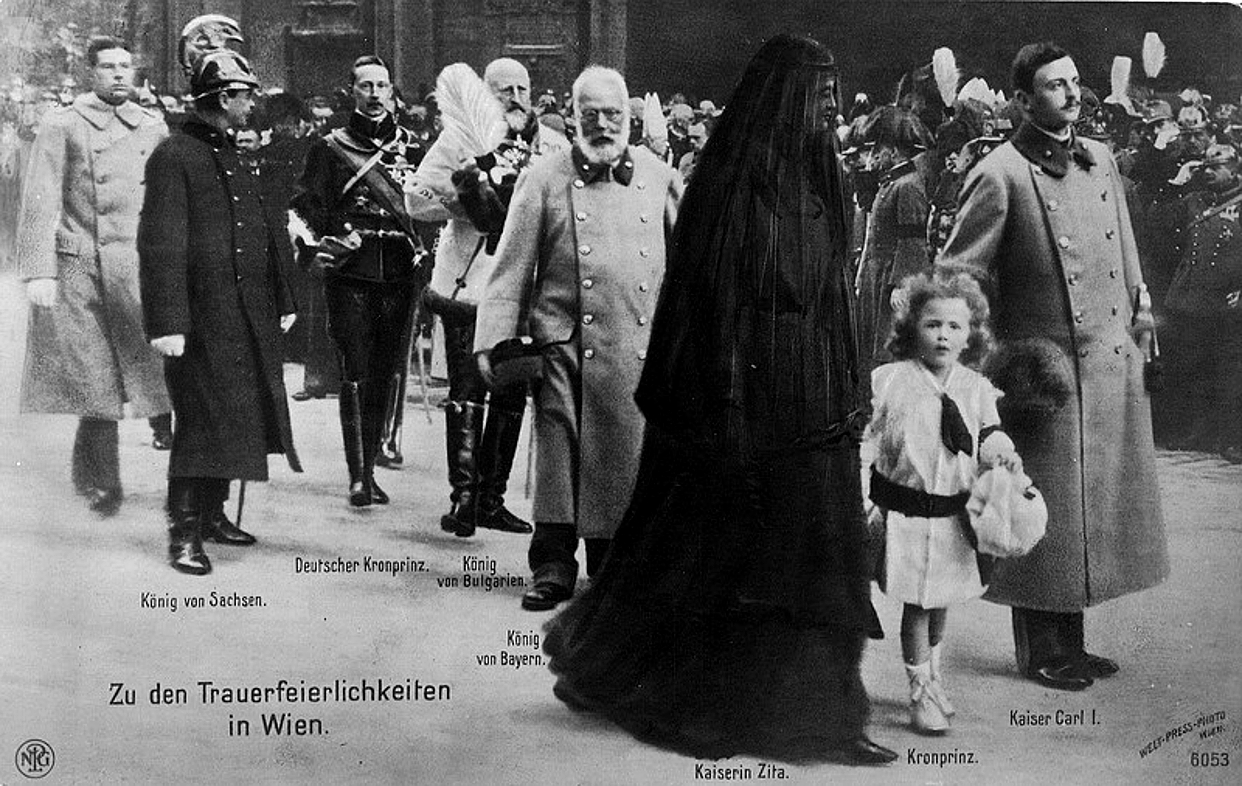
カプツィーナー納骨堂へのフランツ・ヨーゼフ1世の葬送行列のなかの新皇帝カール。従来は故皇帝の棺の後ろに立つのは新皇帝のみで、その後に大公・皇后という順序であったが、カールは慣例化した様式を廃止し、皇后ツィタ・皇太子オットーと並んだ[23]。
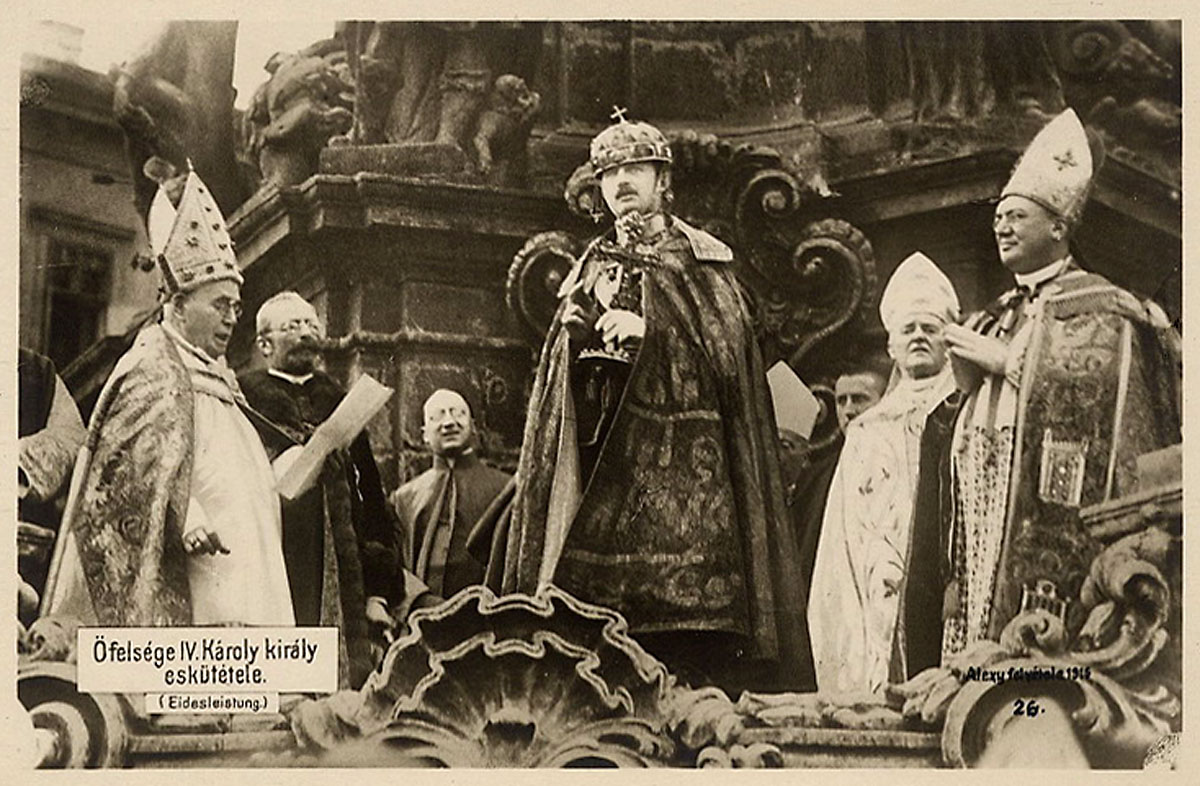
マーチャーシュ聖堂で挙行された、ハンガリー国王「カーロイ4世」としての即位の宣誓。
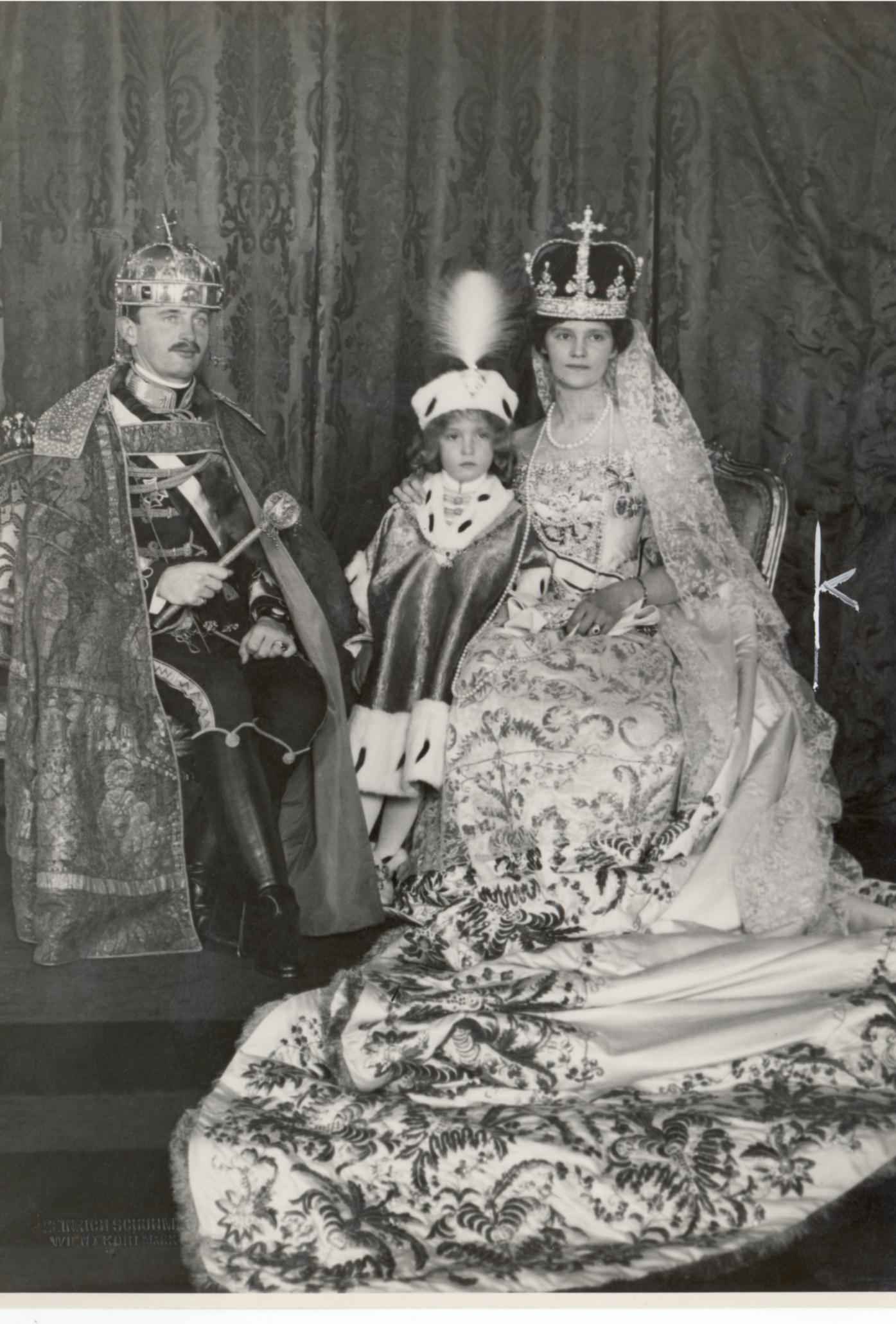
ハンガリー国王・王妃・王太子となったカール・ツィタ・オットー。

### ジクストゥス事件

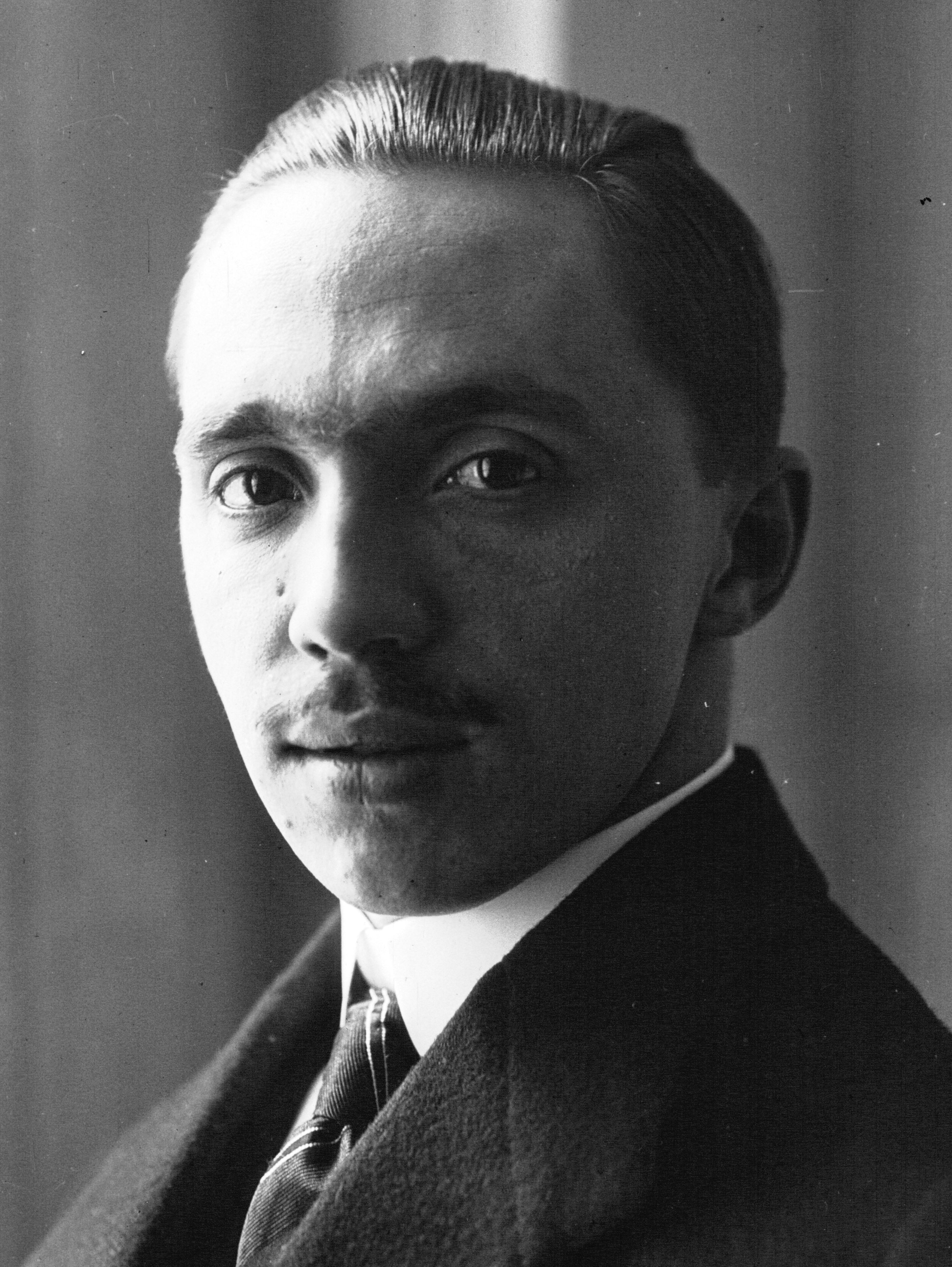
皇后ツィタの兄、パルマ公子ジクストゥス

1917年3月23日夜、カールはラクセンブルク城において、皇后ツィタの二人の兄パルマ公子ジクストゥスとグザヴィエ公子と密談した。カールが彼らと密談した理由は、あくまで勝利のみを追求する同盟国ドイツ抜きに、オーストリア＝ハンガリー帝国と英仏との単独講和を締結するためであった。ドイツ帝国はまだしも、オーストリア=ハンガリー帝国の食糧事情は深刻で、もはや戦争を続行できるほどの国力が残っていなかったのである。
カールは前線の兵士や窮乏生活に忍従している国民のことを気をかけており、証言によれば戦場を訪問した際にカールは思い余って落涙したことが何度もあるという。また、ある写真家の前で「誰もこのようなことを神の御前で申し開きすることはできない。できるだけ早くこれを終わらせなければ」と涙を流しながら述べたこともある。早期に戦争を終結させたいという思いからカールは単独講和を試みたのだが、彼らにこの時渡した手紙はかえってヨーロッパ中を騒然とさせることになる。
- ベルギー復興の支援
- アドリア海への通行権を伴ったセルビア王国の独立の保証
- ロシア皇帝ニコライ2世退位後のサンクトペテルブルクの状況が明確になった時点での、コンスタンティノープルのロシアへの割譲の賛成

手紙は上記のような内容で、さらに次のように明記してあった。
フランス政府は、パルマ公子を仲介役としてのオーストリア＝ハンガリー帝国との単独講和を、フランツ・ヨーゼフ1世の存命時から画策していた。パルマ公子に皇位継承者カールと接触させようとフランス政府は考えていたが、当時カールには何の権限もなかったために計画のみで終わった。カールが即位すると、フランスはパルマ公子に交渉の開始を促した。つまりこの単独講和交渉は、フランスとオーストリア＝ハンガリーの思惑が一致してのものであった。
しかし、1918年にフランス首相クレマンソーがこの秘密交渉を暴露してしまった。当初カールは手紙を書いたこと自体を否定し、次にその手紙の存在を認めつつ「フランスの正統な返還要求の支援」については記述がなかったと言った。ドイツ軍部はこのカールの秘密交渉に激怒し、またオーストリア＝ハンガリーでは虚偽の発言を重ねるカールのせいで帝室の信望は失墜した。皇帝夫妻が同盟国ドイツを裏切ってその領土を割譲させようとしたことは、多くのドイツ民族主義者の憤慨を招くことになった。この皇帝の失態を好機と見た反君主制活動家のプロパガンダも広まり、敵国イタリアとフランスの双方にルーツを持つブルボン＝パルマ家出身の皇后ツィタを非難する声も高まった。

### 帝国諸民族の離反
1918年、同盟国側の戦線崩壊と共に各民族が相次いで離反（チェコスロバキア、ポーランドなどが共和国を宣言）し、帝国は崩壊していく。オーストリアの休戦要請に対する協商国からの返答がない中、カールは帝国内の諸民族と直接交渉しようと試みた。
10月12日、帝室の保養地バーデンにすべての民族の32名の代議士を招き、「諸民族内閣」を発足させようと試みた。しかしチェコ人と南スラヴ人からは「オーストリア政府内でこれ以上何もすることはない」と返答された。ボヘミア、クロアチア、ガリツィアなどで暴動が起きようとしているのを知ったカールは、これを食い止めるため10月16日に連邦制への国家改造の宣言に署名した。
カールにはもはや、皇帝の認可なしに実施されたものを明文をもって認可することによって、権力の虚像を保持することしかできなかった。また、この宣言を受けてハンガリー王国議会では、1867年のアウスグライヒの前提が崩れたので、オーストリアとハンガリーの間にはもはや単なる人的同君連合のほかはいかなる関係も存在しない、との声明が出された。
11月3日、カールは正式に帝国連邦化を宣言し、同日イタリア王国とヴィラ・ジュスティ休戦協定を結び無条件降伏した。

### 「国事不関与」の宣言

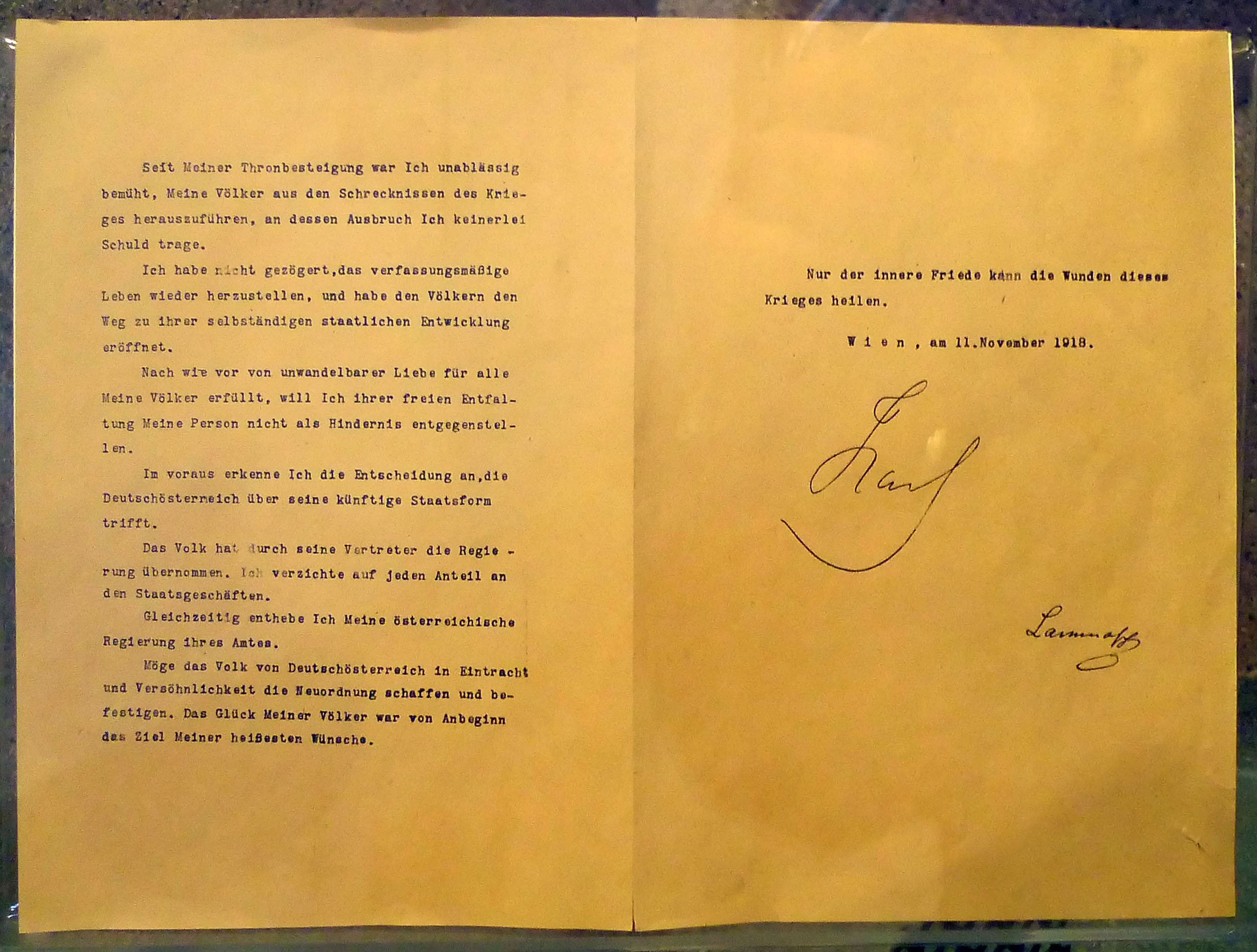
シェーンブルン宮殿で署名したオーストリア版「国事不関与」の文書

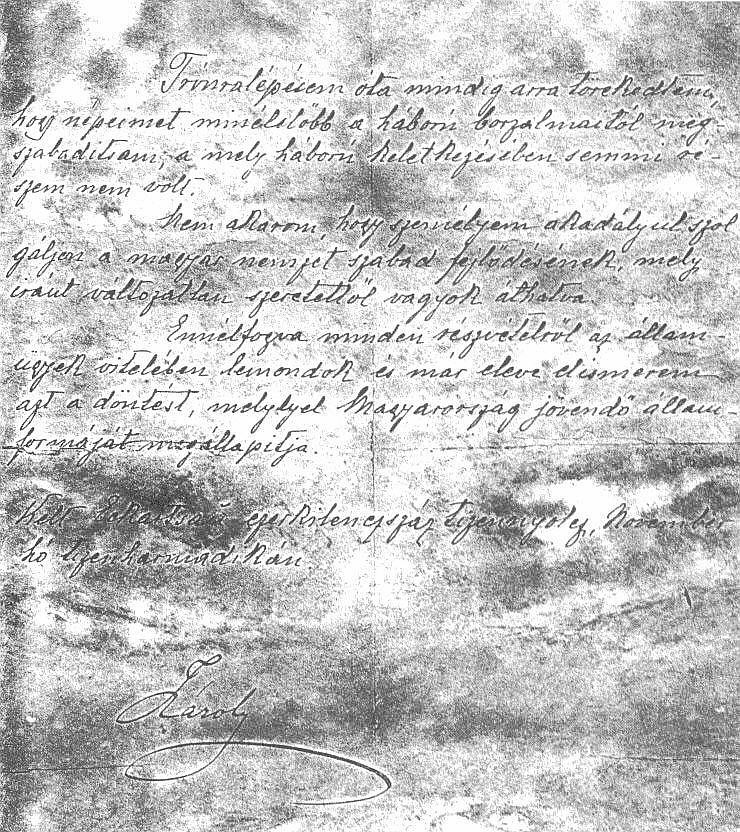
エッカルツアウ宮殿で署名したハンガリー版「国事不関与」の文書

11月9日、ドイツ皇帝ヴィルヘルム2世が退位を宣言した。その直後ドイツではドイツ社会民主党の主導する政権が誕生したことを受けて、オーストリア社会民主党はオーストリア皇帝も退位するよう要求し始めた。キリスト教社会党は王党派であったが、彼らも最終的には皇帝退位に同意した。
これはハインリッヒ・ラマシュ首相と内務大臣ガイヤーの起草によるもので、カールは同日の午前11時頃にこの草稿を見せられた後、「これは退位声明ではないか！ 朕は退位なぞするつもりはない！」と激高した。ラマシュとガイヤーは「断念」とは国事行為であって帝位ではないことをカールに保証した。続いてこの最終的草稿文を見せられた皇后ツィタも同様に「これは退位以外の何物でもありません」と激怒したが、この際にも退位宣言ではないことが起草者によって保証された。午後3時にカールが署名を決断した時、すでに街の広告塔から「皇帝退位」は国民に知らされていた。
2日後の13日、今度はハンガリーの統治を断念する類似の書類にカールは署名した。この際にもカールは「朕はハンガリー王になることを神に宣誓した。その宣誓を破棄するか否かの決定を下すのは神のみだ」と自身の立場が王権神授説にもとづいていることを述べ、王位から退くことは明確に否定した。

### オーストリアからの脱出

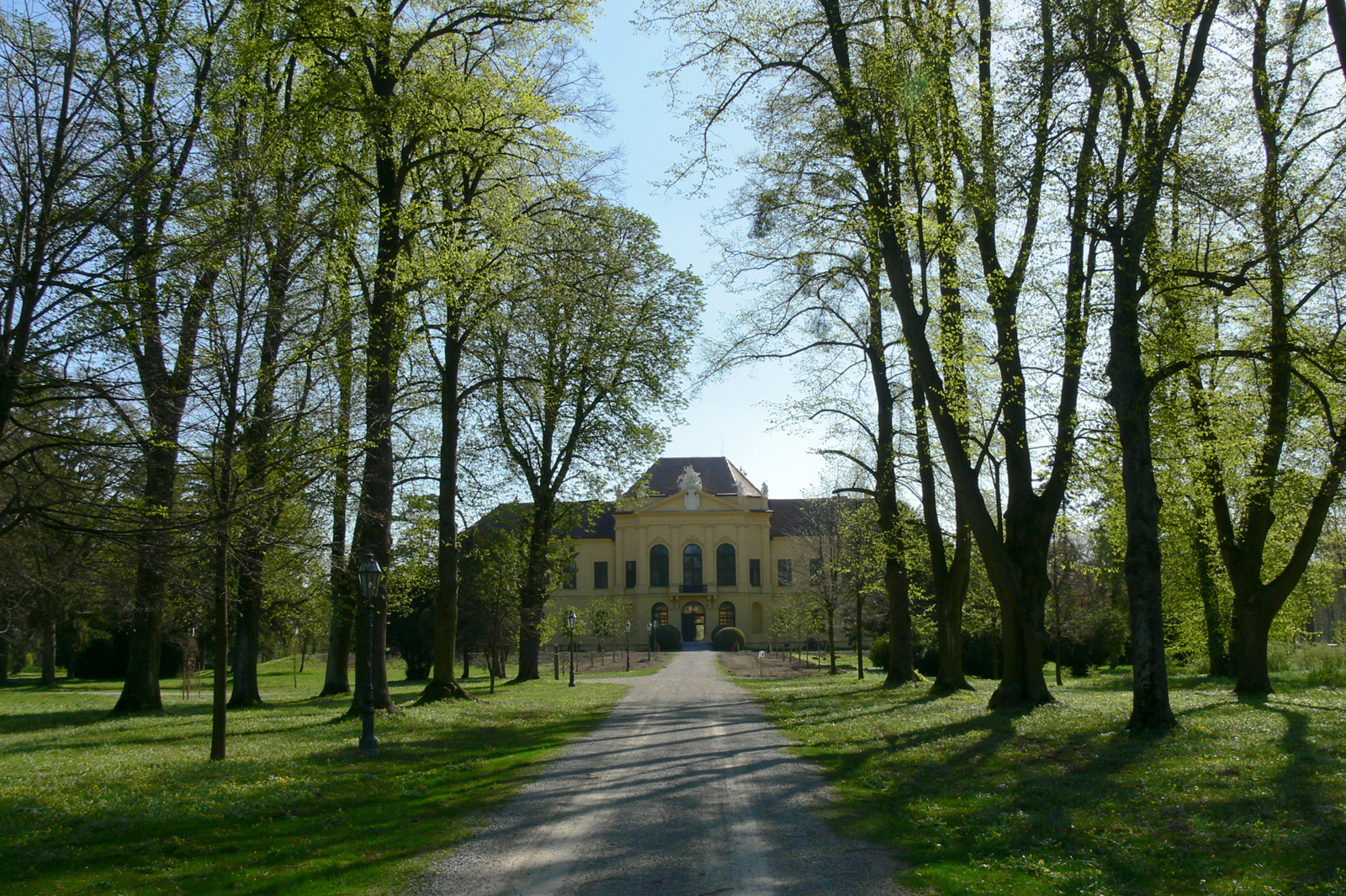
エッカルツアウ宮殿。「国事不関与」宣言後の4ヵ月間、カール一家はここで過ごした

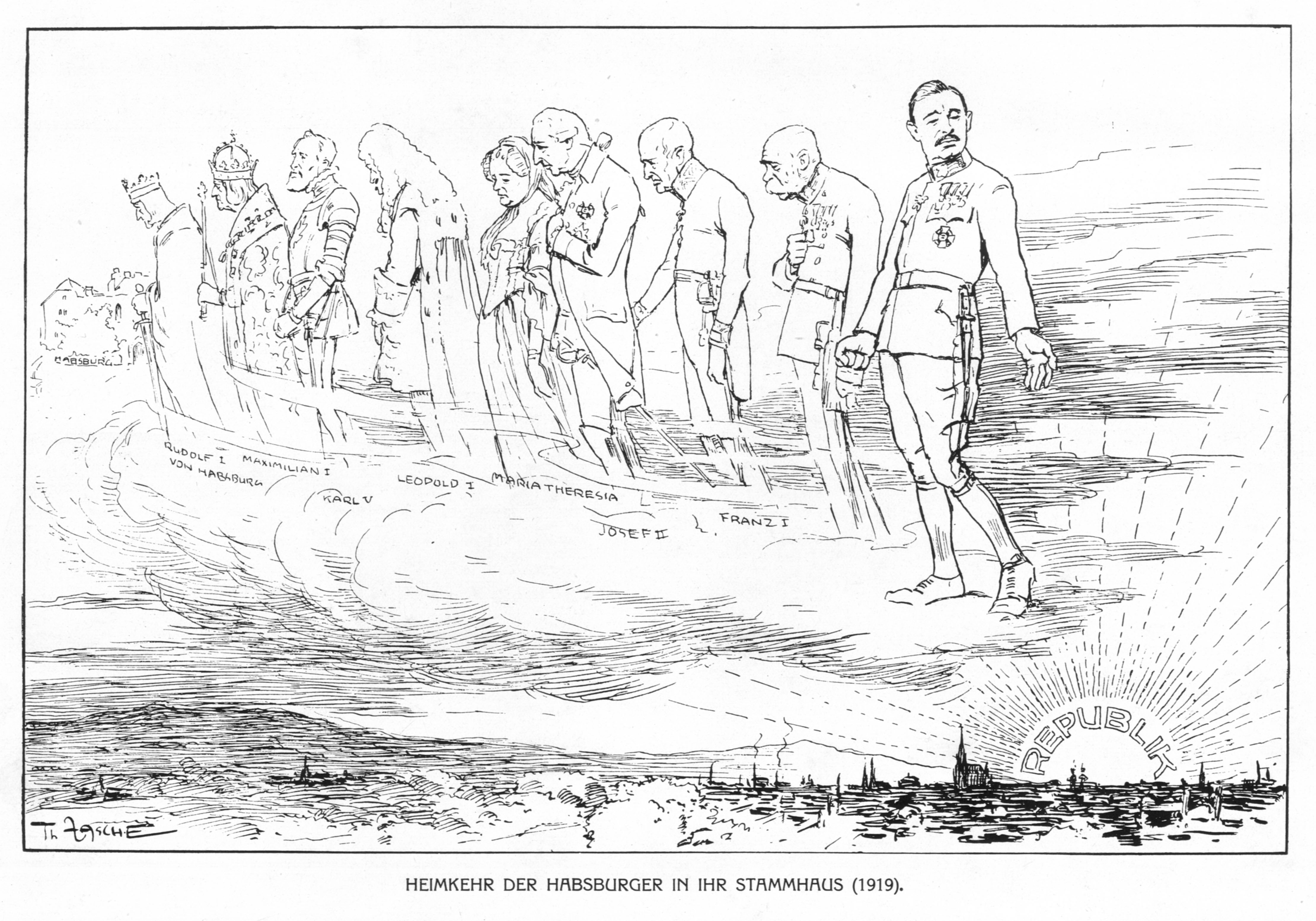
共和国の夜明けを描いた絵。中世以来のハプスブルク家がオーストリアから去ってゆく様子。先頭から王朝発祥地ハプスブルク城、始祖王ルドルフ1世と続き、最後尾がカール1世（1919年）

「国事不関与」宣言を発した皇帝一家は、その日のうちにシェーンブルン宮殿を退去した。皇帝夫妻は、召使いに至るまで、ひとりひとりと握手を交わして別れを告げた。24人の護衛兵の乗る自動車に先導されて、一家はシェーンブルン宮殿からエッカルツアウ宮殿に移った。
1919年1月、共和国初代首相カール・レンナーがエッカルツアウ城のカールのもとを訪れた。カールは謁見を拒絶し、代理として侍従武官レデコフスキー伯爵に会談させた。レンナーの話の要旨は、「無分別な輩が予測できない暴挙に出る恐れがある」として、できるだけ早期に国外に出るよう勧告するものだった。実際、2月にはエッカルツアウの周辺を300人もの赤軍が徘徊しており、配備された武装警官10人では安全面に相当の不安があった。カールはスイスへの亡命を真剣に考え始めた。
近々オーストリア皇帝一家が虐殺されるとの情報を「確かな筋」から受け取ったイギリス政府は、ロシア革命の際にロマノフ家を英国王室と縁戚関係にあるにもかかわらず見殺しにしたと非難されたため、今度のハプスブルク家の出国には積極的に協力せざるをえなかった。イギリスから派遣されてきたエドワード・ライル・ストラット大佐は、ハプスブルク家をめぐって共和国首相レンナーと激しく対立した。皇帝の退位がなければ出国させずに逮捕すると激高するレンナーに対し、ストラット大佐は「オーストリア政府が、皇帝の出国を妨害している。バリケードを築くとともにオーストリア向け救援物資の一切の凍結を命令する」という電文をあらかじめ作成しておき、レンナーにちらつかせた。これにレンナーは絶句し、無条件で「皇帝」として御召列車で出国するカールを見逃さざるをえなかった。
3月23日、皇帝一家はオーストリアを出国した。
この時期に赤軍を刺激したくはなかったため、カールのこの声明文はローマ教皇やオーストリア首相の手元のみに送付された。3月27日、レンナーは国民議会に「ハプスブルク家は永久に統治権およびすべての特権を失効する」という法案を提出した。この法案は4月3日に可決され、さらに王冠に基づいた財産のみならずハプスブルク家の私的財産のほとんどが共和国に没収された。わずかに残された財産も、財産税課税のために差し押さえられてしまった。（ハプスブルク法を参照）

### ハンガリー国王への復帰運動

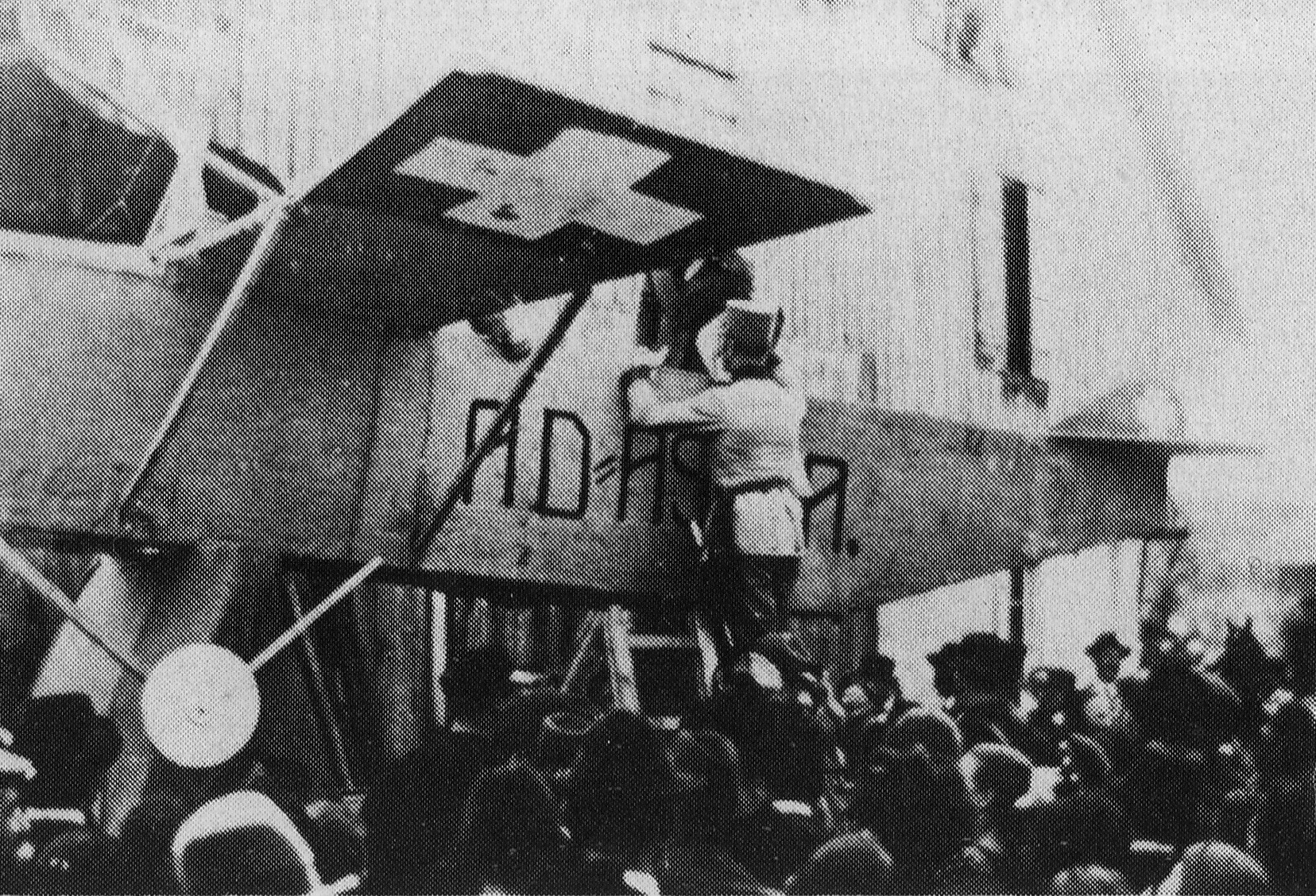
1921年10月のカールの飛行機によるハンガリーへの入国をネタにしたスイスの祭りの展示

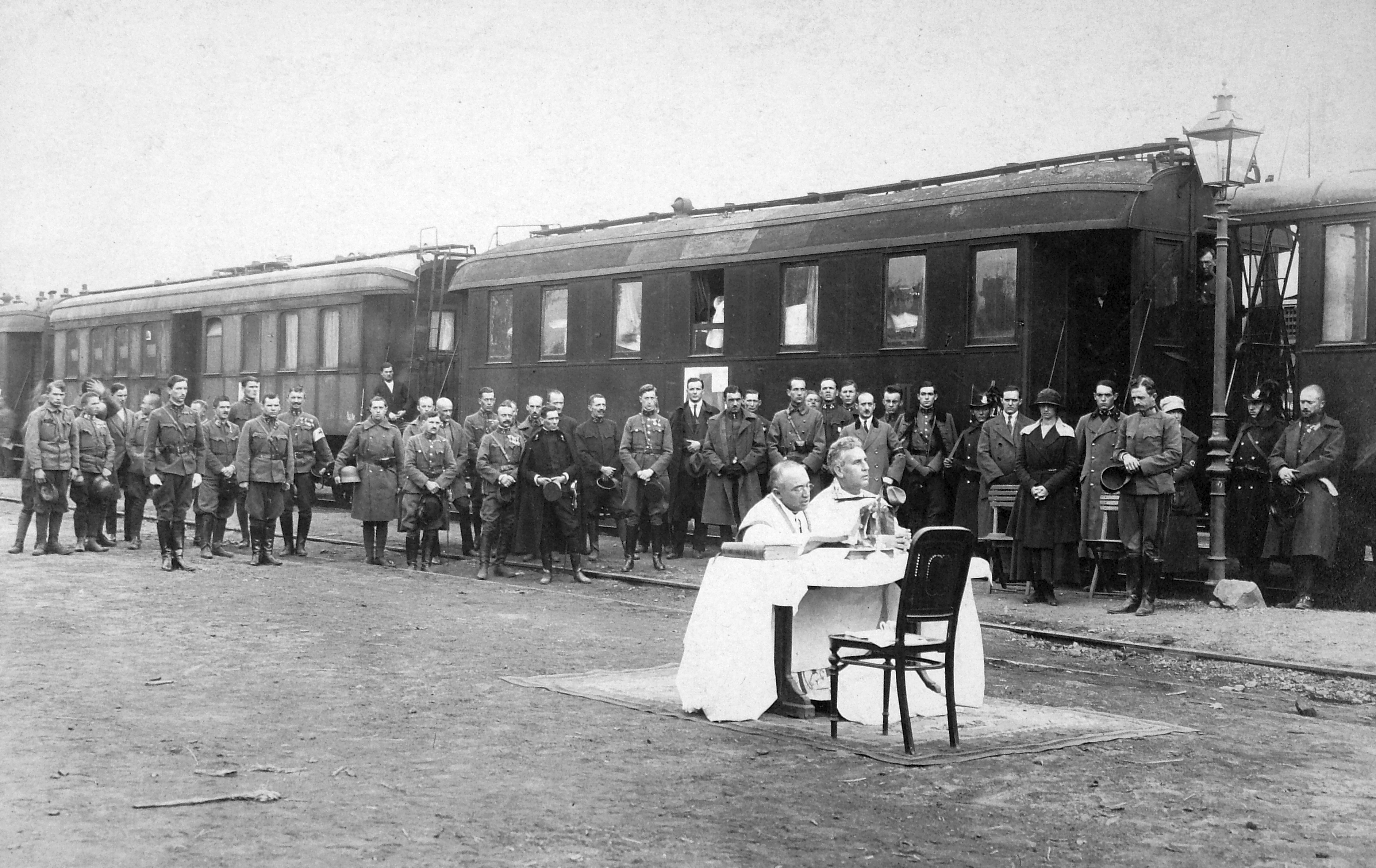
1921年10月、ハンガリーでの復権に失敗した後、カール夫妻が祈っている写真

皇帝一家に対するスイス側の態度は友好的で、かつ敬意のこもったものだった。入国前には反君主制組織からかなりの批判を受けたが、しばらくするとカールへの批判は鳴りをひそめた。急進的な新聞でも皇帝夫妻の平和への働きかけを評価するようになり、保守的な新聞にいたっては歓迎の意さえ表していた。
1919年3月21日、共産主義者のクン・ベーラらによって共和国大統領カーロイ・ミハーイの政権が倒された（ハンガリー評議会共和国）。クンらは急進的共産政権を打ち立てようとしたため、多くのハンガリーの資産家や政治家がウィーンを中心とする国外に亡命した。新政権に対してホルティ・ミクローシュなどは反旗を翻し、政権を転覆させた。紆余曲折を経て、ハンガリー国民議会は聖イシュトヴァーンの王冠のもとでの王政復古を決議し、ハンガリーの政体は再び王制となった。
エッカルツアウ宮殿で王権停止宣言に署名させられていたが、法的にはあくまでカールが国王「カーロイ4世」であったため、スイス当局もカールを再び王位に登板させようとした。ハンガリーでは、「カーロイ4世」の復位を望む者、「カーロイ4世」以外のハプスブルクを望む者、新しい王家を望む者、君主制に反対する者もおり、混沌とした状況だった。カールはできるだけ早くハンガリーを訪れて自身がハンガリー国王であることを知らしめようと決心した。
1921年3月、カールがハンガリーに入国すると、王党派の政府高官レハール・アンタルなどが駆けつけてきた。馳せ参じたハンガリー首相テレキ・パールは、カールに向かってこう述べた。「陛下、二つの選択肢があります！このままスイスへ戻るか、ブダペストへ進軍するかのいずれかです！」カールはブダペストを選択した。当時の元首摂政ホルティ・ミクローシュは「カーロイ4世」の帰国を当初は歓迎したもののこの動きを警戒した周辺国のチェコスロバキアとユーゴスラビアが動員をかけたため「カーロイ4世」の国外退去か戦争かの二択を迫られることとなった。王党派であったホルティは悩んだすえに国民を守るためハンガリー議会満場一致のもとカールに国外退去を求めることとした。この結果として最初のカール1世の試みは挫折した。
半年後、テレキに代わって首相となったベトレン・イシュトヴァーンと執政ホルティは、ハンガリーで穏健的独裁統治を行っていた。国王支持者の計画的な追放が進められており、以前からホルティを危険人物と考えていた国王軍はカールのブダペスト入りを切望していた。こうした情勢を受けてカールは再びハンガリー入国を決断し、子女をスイスに残したまま妊娠中の皇后ツィタとともに飛行機でハンガリーに向かった。1921年10月にカールは再びハンガリーの地に降り立ったが、この試みもまた失敗した。イギリス下院は秘密会議でカールをハンガリーから連れ出すことを外務大臣ジョージ・カーゾン卿に迫り、ちょうど黒海を航行中のイギリス軍艦で移送することが決定された。

### マデイラ島への配流、崩御

大西洋上のマデイラ島の位置

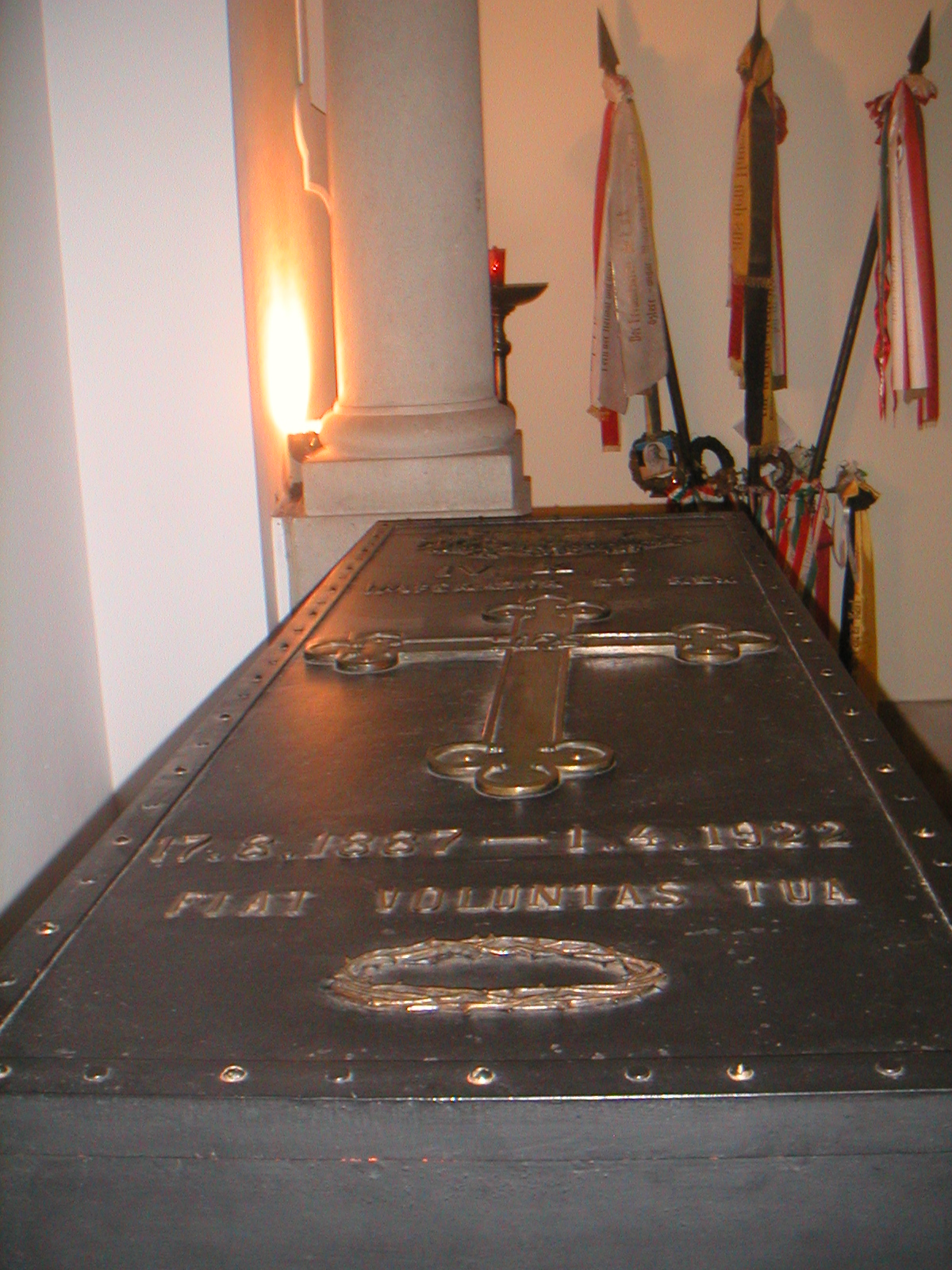
フンシャルのノッサ・セニョーラ・ド・モンテ教会に安置されたカール1世の棺

11月19日午後3時、カール夫妻を乗せた英国軍艦は、大西洋に浮かぶポルトガル領マデイラ島に到着した。カール夫妻は島民に温かく迎えられ、中心都市フンシャルに「ヴィラ・ヴィクトリア」という比較的快適な住居を与えられた。しかし皇帝一家の財産は尽きかけており、翌1922年2月中旬には劣悪な環境の山荘に転居せねばならなかった。ツィタの日記によれば、マデイラ島上陸の数日後に英国領事から「もしカールが正式に退位するならば、旧ハプスブルク諸国に没収されている皇室財産を返還するだけでなく、英国も経済的援助を惜しまない」といった内容の手紙が届いた。しかしカールは「私の帝冠は換金できるものではないと、皆さんにお伝えください」と返事を送ったという。
やがてバターも買えず、ベビーシッターの給料も3ヶ月間未払いになるほど皇帝一家は困窮した。当時の随員のひとりは、皇帝一家の困窮した生活を次のように回想している。
3月9日、四男カール・ルートヴィヒの4歳の誕生日プレゼントを買いたいという子供たちを連れてフンシャルに出かけた。このときカールは風邪をひいてしまったが、医療費が心配で、医者の診察を受けなかった。風邪はしだいに悪化していき、そのうちカールは呼吸困難に陥ってしまった。ツィタは慌てて医者を呼んだが、すでに片肺が侵されているとの診断が下された。治療の甲斐なく、やがてカールは両肺を侵されてしまった。カールは病床で「自分は、わたしの人民たちがもう一度一緒になれるように、苦しまなければならない」とツィタに語ったといわれる。
カールはツィタに「これからはスペイン国王アルフォンソ13世を頼みとしなさい、彼は私の家族を助けてくれると約束してくれた」「私がハンガリー王でないという宣言は無効だ」と遺言し、1922年4月1日12時23分に崩御した。享年34。なお、アルフォンソ13世は、カールが死去した晩にどういうわけかツィタと子供たちの面倒を見なくてはという義務感に突如取りつかれたと後に述べている。葬儀には3万人が参列したという。
カールの死から60年以上が経った1989年3月14日、ツィタは96歳で死去した。4月1日にシュテファン大聖堂で葬儀が営まれたが、この日程はマデイラ島でカールが死去した1922年4月1日に合わせてのものだった。ツィタの心臓とともにカールの心臓も壺に入れられ、ムーリ修道院に安置されている。心臓以外のカールの遺骸は、いまだマデイラ島フンシャルにある。皇帝廟カプツィーナー納骨堂の地下室には、棺の代わりとしてカールの胸像が安置されている。

## 列福・列聖調査
カール1世はその伝えられる数多くのエピソードから、神への信仰心がきわめて篤く、また徳の高い人物であったと評価される。アンドリュー・ウィートクロフツは、『皇帝讃歌』の中で「われらが良き皇帝フランツ」と謳われる先祖のオーストリア皇帝フランツ1世よりも「善良帝」の名に値する君主であったと評価している。
没した翌年の1923年、のちにオーストリア大統領となるヴィルヘルム・ミクラスが、ウィーン大司教のフリードリヒ・グスタフ・ピッフィ枢機卿に対して、列聖のプロセスを開始するために必要な手順を実施することを要求する嘆願書を提出した。
1949年、列福を求める提案が起こされ、神の僕となった。
ちょうど没後50周年にあたる1972年4月1日、マデイラ島に安置されている棺が開かれた。カール1世の遺体は、ごく簡単な防腐処理しかされていなかったうえ、棺が激しく傷んでいたので湿気の多いマデイラ島の空気に晒されていたが、非常によく保存されていた。遺体はその後、新しい服を着せられて新しい棺に入れ替えられ、再び密封された。
1994年、全2巻、2650ページ以上にわたる詳細な報告書がバチカンに提出された。

### 列福

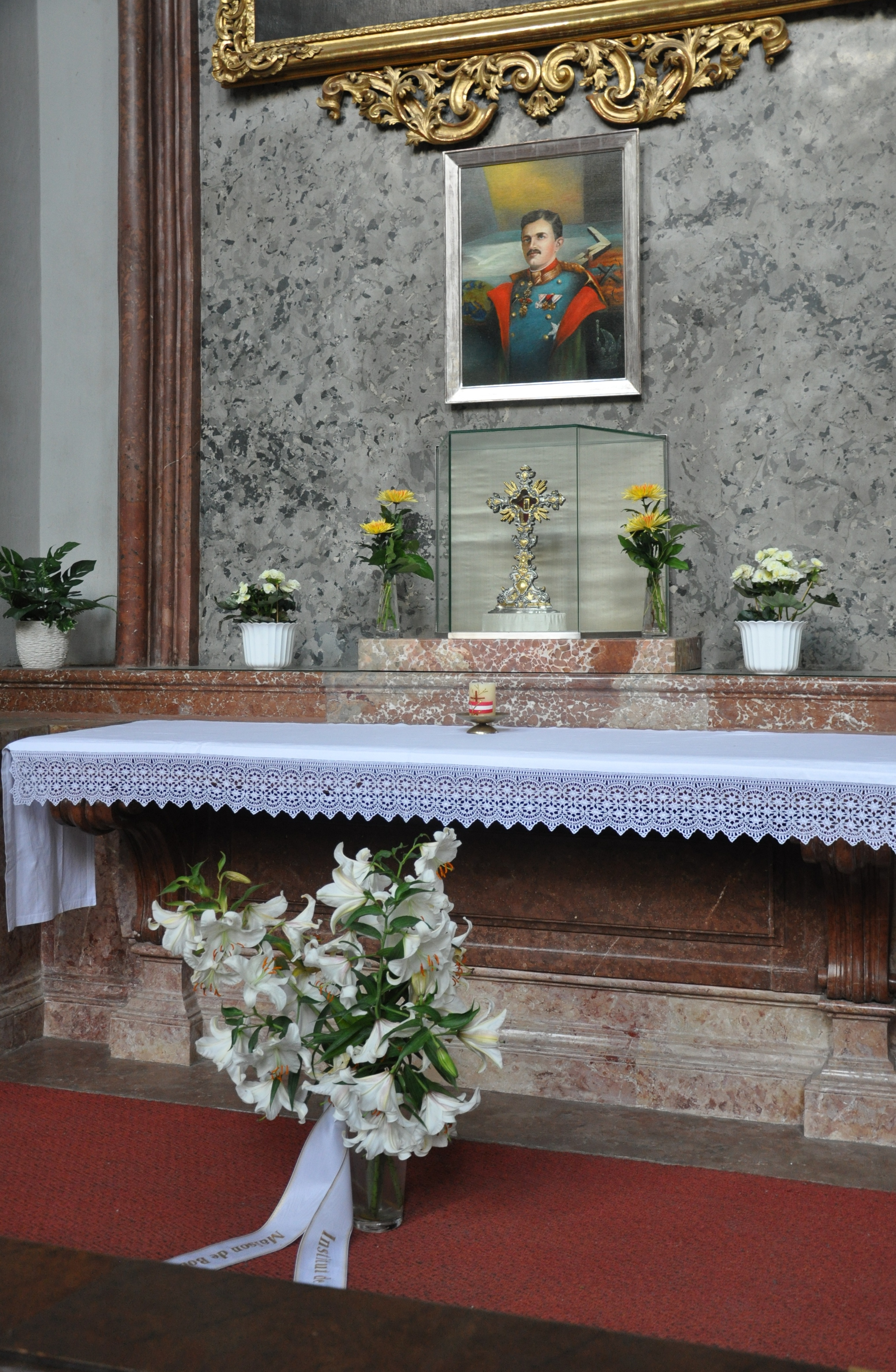
ウィーンのアウグスティーナー教会にある福者カール1世の祭壇。2019年5月の時点で、オーストリアに26、チェコに8、ハンガリーに16、スロバキアに3、クロアチアに2箇所の祭壇がある。

2003年12月20日、ローマ教皇ヨハネ・パウロ2世はカール1世の仲介に帰せられる治癒を「奇跡」と認定する文書に署名した。この時に認められた「奇跡」とは、1960年に両足の潰瘍に苦しんでいたポーランドの修道女が、カール1世に代願を行ったところ、たちどころに治癒したとされる出来事である。
2004年10月3日、サン・ピエトロ広場にて列福式が執り行われ、20世紀の国家元首としては初めての福者となった。ポーランドの修道女に関する「奇跡」のみならず、社会政策や戦傷者保護、平和回復の努力も評価され、ヨハネ・パウロ2世に「模範的なキリスト教徒、夫、家父、統治者」と称賛された。このことは、21世紀に入ってもなおハプスブルク家が神権的君主理念（「ピエタース・アウストリアカ」）の影響下にあることを示すものとなった。
神聖ローマ皇帝マクシミリアン1世の時代、「神に選ばれし一族」としてより神聖なる家門たらんとするハプスブルク家は、歴史上の聖人や、正式な列聖はされずとも聖なる存在とされる人物を、系図の改竄によって次々と自家の歴史に取り込んでいった。その結果、トロイアの王子ヘクトールやノアまでもが系譜に連なるとされた。それほどまでに聖なる血統との繋がりを欲したものの、本物のハプスブルク一族として聖性を認められた者は、カール1世の他には尊者マグダレーナがせいぜいであった。
なお、ヨハネ・パウロ2世の父親カロル・ヴォイティワは、オーストリア＝ハンガリー帝国陸軍歩兵第12連隊に所属する軍人だった。教皇の本名「カロル」は、かつての主君カール1世にあやかって命名されたものとされる。ヨハネ・パウロ2世は、皇后ツィタと会った際に「父の后妃に挨拶いたします」と言ったこともある。
一般的に聖人・福者はその命日が記念日として設定されるが、カール1世の場合はツィタとの結婚記念日である10月21日とされた。このことが示唆しているように、いずれツィタもカールのようにカトリック教会の祭壇に加えられる可能性が高いといわれている（ツィタは2018年現在、神の僕）。
なお、宗教的に超保守派だったカール1世の列福は、宗教的保守派に箔付けしたいヨハネ・パウロ2世の政治的意向によるものだとみなす否定的意見もある。否定派の間では、ユダヤ人を「犬」と呼んだ反動的な教皇ピウス9世の列福と同類視されている。

### 列聖調査
福者から聖人への昇格には、福者に認定された時のものを含めて二つ以上の「奇跡」の認定が必要とされる。カール1世にまつわる奇跡はポーランドの修道女の事例のほかにも複数あり、それらの調査は現在も行われている。
とある末期癌の患者がカール1世の仲介により完治した事例があるが、当該者は4年後に別の死因で世を去った。バチカンは奇跡の後に5年間生き延びることを望んでいるため、これは正式な奇跡には数えられなかった。
アメリカ・フロリダ州では、バプテスト教会信徒の少年が、カール1世の仲介による奇跡を体験して、家族とともにカトリック教会に改宗したという。なおアメリカにおいてカール1世は、（第一次世界大戦における敵国の元首、しかも幼少期から軽蔑の対象と刷り込まれる君主という職業にもかかわらず）国外の聖人候補として比較的大きな支持者がいる五人のうちの一人に数えられるという。

## 家族

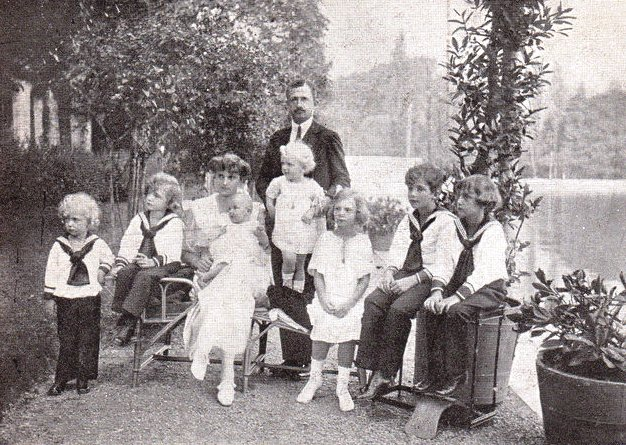
カール1世とその家族。左から右へ、カール・ルートヴィヒ、フェリックス、シャルロッテとツィタ、ルドルフとカール1世、アーデルハイト、オットー、ローベルト（1922年頃）

皇后ツィタとの間に5男3女をもうけた。末子のエリーザベトは死後に誕生している。
| 名前                         | 生年           | 没年           | 備考 |
| ---------------------------- | -------------- | -------------- | --- |
| フランツ・ヨーゼフ・オットー | 1912年11月20日 | 2011年7月4日   | ハプスブルク家当主（1922年 - 2006年） ザクセン＝マイニンゲン公女レギーナと結婚。                                   |
| アーデルハイト               | 1914年1月3日   | 1971年10月2日  | 生涯独身。 |
| ローベルト                   | 1915年2月8日   | 1996年2月7日   | オーストリア＝エステ大公 イタリア旧王族マルゲリータ・ディ・サヴォイア＝アオスタと結婚。                            |
| フェリックス                 | 1916年5月31日  | 2011年9月6日   | アーレンベルク家のアンナ＝ウジェニーと結婚。                                                                       |
| カール・ルートヴィヒ         | 1918年3月10日  | 2007年12月11日 | リーニュ家のヨランドと結婚。                                                                                       |
| ルドルフ                     | 1919年9月5日   | 2010年3月15日  | ロシア人亡命貴族のクセニヤ・チェルニシェヴァ＝ベゾブラソヴァと結婚、のちヴレーデ侯家のアンナ・ガブリエーレと再婚。 |
| シャルロッテ                 | 1921年3月1日   | 1989年7月23日  | メクレンブルク＝シュトレーリッツ大公ゲオルクと結婚。                                                               |
| エリーザベト                 | 1922年5月31日  | 1993年1月6日   | ハインリヒ・リヒテンシュタイン（リヒテンシュタイン侯フランツ・ヨーゼフ2世の従弟）と結婚。                          |